# Gloeocystidiopsis
Gloeocystidiopsis ist eine Pilzgattung innerhalb der Familie der Schichtpilzverwandten (Stereaceae). Die systematische Einordnung in diese Familie ist aber nicht unumstritten. Von einigen Mykologen wird die Gattung in die Familie der Zystidenrindenpilzverwandten (Peniophoraceae) gestellt. Die Arten haben resupinate Fruchtkörper mit einem glatten Hymenium, ein monomitisches Hyphensystem, schnallenlose Hyphen und lange, zylindrische und sulfoaldehydpositive Gloeozystiden. Die Basidiosporen sind ellipsoid, fast glatt bis fein warzig ornamentiert und stark amyloid. Die Typusart ist Gloeocystidiopsis flammea (Boidin) Jülich.

## Merkmale
Die resupinaten Fruchtkörper werden einige Zentimeter groß und 100–400 µm dick. Sie sind wachsartig bis fest-membranös und haben einen homogenen Kontext. Der Rand kann ausdünnen oder ziemlich scharf abgesetzt sein, Rhizomorphe fehlen. Das Hyphensystem ist monomitisch und besteht aus hyalinen, vertikal angeordneten, zylindrischen und hyalinen Hyphen, die 2–5 µm breit werden. Die Hyphen sind dünn- bis dickwandig und haben keine Schnallen. In Kulturmedien jedoch können die Pilze bisweilen gegenständige oder quirlständige Schnallen bilden. Sulfoaldehydpositive Gloeozystiden sind immer vorhanden, bei Gloeocystidiopsis flammea kann die Reaktion aber auch schwach ausfallen. Die zylindrischen bis spindeligen und dünn- bis leicht dickwandigen Gloeozystiden sind hyalin bis blass bräunlich. Sie können bisweilen sekundäre Septen haben. Die viersporigen, hyalinen Basidien sind schmalkeulig und haben keine basale Schnalle. Die Sporen sind dünn- bis leicht dickwandig, hyalin und ellipsoid. In Melzers Reagenz zeigen die fast glatten bis leicht warzigen Sporen eine starke Amyloidreaktion. In KOH sind die Sporen glatt. Laut Boidin und seiner Coautoren sind alle vier Arten homothallisch und haben zweikernige Sporen und vielkernige, primäre und sekundäre Myzelien (holocoenocytisch).

## Ökologie und Verbreitung
Bei den Vertretern der Gattung handelt es sich um saprobiontische Weißfäulepilze mit tropischer bis subtropischer Verbreitung.
Gloeocystidiopsis salmonea wurde bisher nur in Florida, Granada und Puerto Rico, Gloeocystidiopsis flammea in Zentralafrika und Gloeocystidiopsis heimii in Zentralafrika und in Taiwan nachgewiesen, während Gloeocystidiopsis cryptacantha eine neotropische Verbreitung hat.

## Systematik
Die Gattung Gloeocystidiopsis wurde von W. Jülich für Gloeocystidiellum-ähnliche Arten eingeführt, die schnallenlose Hyphen und ein coenozytisches Kernverhalten haben (Jülich 1982). In seine neu beschriebene Gattung stellte er die beiden Arten Gloeocystidiopsis flammea und G. heimii. Die Verwandtschaft der beiden Arten wurde 1996 durch S.H. Wu angezweifelt. Er überführte G. heimii stattdessen in die Gattung Conferticium. In erster Linie, weil er die dichte Hyphenstruktur dieser Art für ein sehr wichtiges Merkmal hielt, das typisch für die Gattung Conferticium ist, aber bei der Typusart von Gloeocystidiopsis fehlt. Die Gattung Conferticium ist durch seine mehr oder weniger geschichteten Fruchtkörper mit dem dichten, fast harten Kontext gekennzeichnet. Die Arten sind monomitisch und haben einfach septierte Hyphen. Ein weiteres typisches Merkmal, der durch Hallenberg definierten Gattung, ist die innere Basidienrepetition. Hallenberg stellte drei Arten in seine Gattung, nämlich die Typusart C. insidiosum, sowie C. ochraceum und C. ravum (als C. karstenii).
Die Typusart und C. ochraceum lassen sich morphologisch nicht unterscheiden, haben aber unterschiedliche Substratvorlieben, wachsen also entweder auf Laub- oder auf Nadelbaumholz.
Molekularbiologische Untersuchungen durch E. und K.H. Larrson zeigten, dass es sich bei der Gattung Gloeocystidiopsis um eine schwach unterstützte Abstammungslinie innerhalb des russuloiden Stammbaums handelt. Diese spaltet sich in zwei Unteräste auf. Zum ersten Unterast gehören Gloeocystidiopsis flammea, die Typusart der Gattung, sowie Gloeocystidiellum cryptacanthum, während Gloeocystidiopsis heimii und Conferticium ravum den zweiten Unterast bilden. Die gemeinsamen Merkmale dieser vier Arten sind:
Alle haben ein monomitisches Hyphensystem und einfach septierte Hyphen. Die langen Gloeozystiden sind zylindrisch und immer sulfoaldehydpositiv (auch wenn die Reaktion bei Gloeocystidiopsis flammea schwach ausfallen kann). Die stark amyloiden Sporen sind ellipsoid und feinwarzig ornamentiert. Laut Boidin und seinen Mitautoren sind alle vier Arten homothallisch und haben zweikernige Sporen und vielkernige primäre und sekundäre Mycelien.
Der Stammbaum von E. und K.H. Larssons zeigt klar, dass Conferticium ochraceum und Conferticium ravum keine gemeinsame Abstammungsgemeinschaft bilden, sondern dass Conferticium ochraceum einen eigenen, unabhängigen Ast bildet. Daraus schlossen sie, dass die Ähnlichkeit bei der Fruchtkörperstruktur und der Basidienbildung für die taxonomische Einordnung nur einen eingeschränkten Wert hat. Außerdem wiesen sie darauf hin, dass die Sporenmorphologie gegen eine Verwandtschaft spricht. So haben Conferticium insidiosum und C. ochraceum glatte Sporen, während C. ravum ornamentierte Sporen hat. Conferticium insidiosum und C. ochraceum haben das gleiche Kernverhalten wie Gloeocystidiopsis, aber sie bilden auch in Kultur keine Schnallen. Einige Mykologen fassen den Gattungsnamen Gloeocystidiopsis auch als Synonym von Gloiothele auf, diese Auffassung wird aber durch die molekularbiologischen Untersuchungen nicht unterstützt.

## Arten
Der Gattung werden gegenwärtig (Stand 2014) vier Arten zugeordnet. In Europa ist die Gattung nicht vertreten.
| Wissenschaftlicher Name         | Autor                               |
| ------------------------------- | ----------------------------------- |
| Gloeocystidiopsis cryptacanthus | (Pat.) E. Larss. & K.H. Larss. 2003 |
| Gloeocystidiopsis flammea       | (Boidin) Jülich 1982                |
| Gloeocystidiopsis heimii        | (Boidin) Jülich 1982                |
| Gloeocystidiopsis salmonea      | (Burt) Boidin, Lanq. & Gilles 1997  |
| 1.                              |                                     |